# Lauren-Marie Taylor
Lauren-Marie Taylor (Nova Iorque, 1 de novembro de 1961), nome artístico de Lauren Schwartz, é uma atriz norte-americana de cinema, televisão e teatro.

## Primeiros anos e educação
Taylor nasceu e cresceu no Bronx, na cidade de Nova Iorque. Formou-se na Loyola School em Manhattan, frequentou o Wagner College, a Universidade de Nova Iorque e o Circle in the Square Theatre School. Na juventude, por incentivo da mãe, tornou-se corredora de longa distância e completou mais de uma vez o percurso da Maratona de Nova Iorque, ficando entre os primeiros colocados.

## Carreira artística
Aos 16 anos, enquanto ainda estava no colegial, Taylor começou a fazer comerciais de televisão por incentivo de uma amiga que era atriz. Em 1981, desistiu dos estudos universitários ao ser escalada para um papel no filme de terror Friday the 13th Part 2; ela interpretou Vickie, uma monitora de acampamento. Nesse mesmo ano, interpretou a filha do personagem de John Belushi no longa-metragem Neighbors. Também atuou em Girls Nite Out (1982), um slasher com Hal Holbrook e Jim Carroll.
De 1980 a 1981, ela interpretou Eleanor Skofield na telessérie Ryan's Hope, transmitida pela ABC. Entre 1983 e 1995, estrelou a soap opera Loving, no papel de Stacey Donovan Forbes Alden, tornando-se a única integrante do elenco original a permanecer no programa por toda a sua duração. Depois de Loving, apresentou por vários anos sua própria série diária sobre artesanato, Handmade by Design, no canal Lifetime. Além disso, Taylor atuou em várias peças off-Broadway, incluindo montagens de Godspell, King Lear, The Mikado e A Funny Thing Happened on the Way to the Forum.

## Vida pessoal
Taylor se casou em 1983 com o ator e cantor John Didrichsen, com quem tem três filhos: Katherine, Wesley e Olivia. O casal contracenou na telessérie Loving no fim dos anos 1980 e início da década seguinte, juntamente com os filhos, ainda crianças na época.

## Filmografia

### Cinema
| Ano  | Título                                                         | Papel              | Notas              | Ref.   |
| ---- | -------------------------------------------------------------- | ------------------ | ------------------ | ------ |
| 1981 | Friday the 13th Part 2                                         | Vickie             |                    | [ 13 ] |
| 1981 | Neighbors                                                      | Elaine Keese       |                    | [ 13 ] |
| 1982 | Girls Nite Out                                                 | Sheila Robinson    |                    | [ 1 ]  |
| 1984 | Friday the 13th: The Final Chapter                             | Vickie             | Imagens de arquivo | [ 13 ] |
| 1988 | Friday the 13th Part VII: The New Blood                        | Vickie             | Imagens de arquivo | [ 14 ] |
| 2013 | Crystal Lake Memories: The Complete History of Friday the 13th | Ela mesma / Vickie | Documentário       | [ 15 ] |
| 2024 | In a Violent Nature                                            | A Mulher           |                    | [ 16 ] |

### Televisão
| Ano       | Título                                          | Papel                       | Notas                 | Ref.   |
| --------- | ----------------------------------------------- | --------------------------- | --------------------- | ------ |
| 1980-81   | Ryan's Hope                                     | Eleanor Skofield            | Participação especial | [ 5 ]  |
| 1983–1995 | Loving                                          | Stacey Donovan Forbes Alden | Elenco principal      | [ 6 ]  |
| 1985      | The Cracker Brothers                            | Papel regular               | Piloto televisivo     | [ 17 ] |
| 1990      | Match Game                                      | Ela mesma                   | Concurso de televisão | [ 18 ] |
| 1996      | Handmade by Design                              | Apresentadora               | Programa diário       | [ 10 ] |
| 2009      | His Name Was Jason: 30 Years of Friday the 13th | Ela mesma                   | Teledocumentário      | [ 19 ] |